# とまこ
とまこ（とまこ、本名：渡邊智子、1月6日生まれ ）は、旅作家、ドローンアーティスト。奄美観光大使、観音寺PR助手。

## 略歴
埼玉県熊谷市出身。埼玉県立熊谷女子高等学校卒業。明治大学文学部で英米文学を専攻。大学時代からバックパッカーとして世界の旅に出かける。
大学卒業後、旅行会社に勤務し、秘境ツアーコンダクターとなる。同退社後の2007年、『気がつけば南米―いきなり結婚→南米へ！ おきらくカップル180日間の旅』で、旅作家としてデビュー。
大学入学以来、世界56カ国以上を旅しながら、料理を楽しむうち、旅と食に興味を持ち始める。旅や食に関する作家、イラストレーターとして活動するかたわら、テレビ出演（TBS『王様のブランチ』、NHK『ひるまえほっと』）や、ラジオ出演、講演会などもこなす。旅や料理に関する著書12冊を出版。
2017年7月より、無人機ドローンを利用した映像の制作を始め、ドローンアーティストとなる。赤や黄色の服を着て、自身を作品に入れる独特のスタイルを確立する。ドローン旅によるPR活動が評価され、2018年5月、鹿児島県奄美大島の一般社団法人 あまみ大島観光物産連盟より「奄美観光大使」を委嘱され、2020年4月から、香川県観音寺市の協力隊としてPRも手掛ける。ドローン映像作品は、公式YouTubeチャンネルや公式Instagramで一般に公開されている。
旅行情報サイト『旅色TABIIRO』の旅色アンバサダーとして「ドローン旅」の連載を続ける。2019年、国土交通省から国際相互理解をテーマとしてインタビューを受け、同省のウェブマガジンGraspに記事が掲載される。2021年、香川大学の教授から地域活性化をテーマとしてインタビューを受け、映像が公開される。

## 著書 （単著）
- 台湾で朝食を 日常よ、さようなら!（2017年9月　メディアパル）
- 世界の国で美しくなる!（2017年2月　幻冬舎）
- 離婚して、インド（幻冬舎文庫版、加筆修正版、白黒）（2017年2月　幻冬舎）
- おむすび WORLD TRIP 世界をむすぶしあわせレシピ（2014年6月　雷鳥社）
- 毎日作りたくなる スゴイダイズのやさしいごはん（2013年2月　双葉社）
- 離婚して、インド（雷鳥社単行本版、オリジナル、カラー）（2012年9月　雷鳥社）
- 旅先のあの味を3ステップ・10分で再現!　世界一周旅ごはん（2010年8月　朝日新聞出版）
- 電車でぐるっとよくばり台湾（2010年3月　アスペクト）
- バリへ行きたい！（2008年4月　メイツ出版）
- 旅ふぇち おえかきツアーコンダクター・とまこの秘境まる歩き絶景エッセイ!（2008年3月　ゴマブックス）
- 気がつけば南米―いきなり結婚→南米へ! おきらくカップル180日間の旅（2007年3月　アスペクト）

## 著書 （共著）
- シンガポールへ行きたい!（2007年1月　メイツ出版）（「なおQ」との共著）

## 代表的なドローン映像作品
- 【旅作家がオススメ】世界の美しい海ランキングTOP5（総合）[16]
- 【とまこドローン】石垣島の、神秘的な朝焼け、陽気な昼間、しっとり極まる夕焼け（沖縄県石垣島）[17]
- 【奇跡の海】宮古島の幻の浜を空撮！絶句するほど美しい、干潮のときだけ現れる天国（沖縄県宮古島）[18]
- 【とまこドローン】香川県観音寺市の夕焼けはグレイト‼︎　DJI MAVIC2PRO が海を飛び回るスカッ!とする空撮映像（香川県観音寺市）[19]
- 【とまこドローンprofile】フィリピンの秘境・マラパスクア島をDJI Mavic2Proが飛ぶ。海に突き刺さる驚きの虹、真紅の朝夕、現地キッズとワンコ隊（フィリピン・マラパスクア島）[20]